# Ente Provincial de Energía del Neuquén
El Ente Provincial de Energía del Neuquén (EPEN) es una empresa estatal perteneciente al Gobierno de la Provincia de Neuquén y encargada del transporte y distribución de energía eléctrica en dicha provincia.

## Historia
La empresa fue creada mediante la ley provincial N° 1303-1981, sancionada el 12 de junio de 1981, con el fin de administrar la red de transporte de energía eléctrica en la provincia. Posteriormente se llevaron a cabo acuerdos entre el gobierno provincial y la nación para el traspaso de la red eléctrica, que hasta entonces era gestionada por Agua y Energía Eléctrica, concretando el traspaso para el 1 de febrero de 1983.

## Servicios
El EPEN presta servicios de transmisión eléctrica en toda la provincia, contemplando líneas de 132 Kv, 33 Kv y 13,2 Kv que conforman el Sistema Argentino de Interconexión; además, administra numerosas estaciones transformadoras y una central térmica a gas en la localidad de Villa La Angostura. También presta servicios de distribución en casi la totalidad de localidades en el interior de la provincia, exceptuando aquellas donde el servicio depende de cooperativas independientes (Neuquén-CALF, Plottier-Coope, Zapala-CEEZ, Plaza Huincul y Cutral Có-COPELCO).

### Energía fotovoltaica
En los últimos años, la empresa ha dotado de energía fotovoltaica a muchas escuelas rurales y puestos sanitarios, como una alternativa económica al suministro eléctrico dado por medio de grupos electrógenos.

## Áreas de Operación
Esta empresa tiene su sede central en la capital provincial y, por un lado, tiene 5 centros de operaciones y mantenimiento de las redes de transmisión (divididos por zona); y, por otro lado, tiene 35 centros de atención al público.

### Centros de Operaciones y Mantenimiento
- Zona Este: Aguado 2150, Neuquén.
- Zona Centro: Mosconi 981, Cutral Có.
- Zona Oeste: Houssay 1440, Zapala.
- Zona Norte: Urquiza 365, Chos Malal.
- Zona Sur: Pasaje del Pueblo S/N, San Martín de los Andes.
- Distrocuyo-EPEN: Basavilbaso 1700, Neuquén

### Sucursales
La empresa dispone de centros de atención al público en las siguientes localidades:
- Aluminé, Aluminé.
- Andacollo, Minas.
- Añelo, Añelo.
- Bajada del Agrio, Picunches.
- Barrancas, Pehuenches.
- Buta Ranquil, Pehuenches.
- Caviahue-Copahue, Ñorquín.
- Centenario, Confluencia.
- Chorriaca, Loncopué.
- Chos Malal, Chos Malal.
- Cutral Có, Confluencia.
- El Cholar, Ñorquín.
- Huinganco, Minas.
- Junín de los Andes, Huiliches.
- Las Coloradas, Catan Lil.
- Las Lajas, Picunches.
- Las Ovejas, Minas.
- Loncopué, Loncopué.
- Los Miches, Minas.
- Mariano Moreno, Zapala.
- Manzano Amargo, Minas.
- Neuquén, Confluencia.
- Paso Aguerre, Picún Leufú.
- Picún Leufú, Picún Leufú.
- Piedra del Águila, Collón Curá.
- Rincón de los Sauces, Pehuenches.
- Santo Tomás, Collón Curá.
- San Martín de los Andes, Lácar.
- San Patricio del Chañar, Añelo.
- Senillosa, Confluencia.
- Taquimilán, Ñorquín.
- Tricao Malal, Chos Malal.
- Varvarco, Minas.
- Villa El Chocón, Confluencia.
- Villa La Angostura, Los Lagos.
- Villa Traful, Los Lagos.
- Villa Pehuenia-Moquehue, Aluminé.
- Vista Alegre, Confluencia.
- Zapala, Zapala.